# Pytilia
Pytilia Swainson, 1837 è un genere di uccelli passeriformi della famiglia degli Estrildidi.

## Tassonomia
Al genere vengono ascritte cinque specie:
- Pytilia afra (Gmelin, 1789) - astro dorso giallo
- Pytilia hypogrammica Sharpe, 1870 - astro ali gialle
- Pytilia lineata Heuglin, 1863 - astro becco rosso
- Pytilia melba (Linnaeus, 1758) - melba del Sudan
- Pytilia phoenicoptera Swainson, 1837 - astro aurora

Nell'ambito della famiglia degli estrildidi, le specie ascritte al genere Pytilia appaiono vicine al clade formato dall'amaranto bruno e dagli amaranti del genere Lagonosticta.

## Distribuzione
Le varie specie ascritte al genere occupano un areale piuttosto ampio, che comprende gran parte dell'Africa subsahariana.

## Descrizione

### Dimensioni
Le specie ascritte a questo genere misurano fra gli 11 e i 13 cm di lunghezza.

### Aspetto
Si tratta di uccelli dall'aspetto paffuto, muniti di corte ali arrotondate, coda corta e squadrata e becco conico e appuntito.

La colorazione è perlopiù grigiastra dorsalmente e bianca striata di nero ventralmente, con dorso e ali verdastre, petto giallastro e coda rossa: in alcune specie il maschio presenta una mascherina facciale rossa, mentre le femmine hanno sempre colorazione meno appariscente rispetto ai maschi.

## Biologia
Si tratta di uccelli che vivono da soli, in coppie o al massimo in piccoli gruppi familiari che contano meno di una decina d'individui: il melba del Sudan appare la specie meno socievole del genere, nonché quella più terricola, mentre le altre specie tendono a muoversi perlopiù fra cespugli ed alberi.

### Alimentazione
La dieta delle specie ascritte al genere è prevalentemente insettivora, e solo secondariamente vengono mangiati anche bacche, frutta e semi.

### Riproduzione
La riproduzione di questi uccelli segue i pattern tipici degli estrildidi, con ambedue i sessi che collaborano alla costruzione del nido, alla cova ed alle cureparentali verso i nidiacei.

Le specie ascritte a questo genere subiscono parassitismo di cova da parte di varie specie di vedova.